# Antti Tulenheimo
Antti Agathon Tulenheimo (4 tháng 12 năm 1879 – 3 tháng 9 năm 1952) là chính trị gia Phần Lan thuộc Đảng Liên minh Dân tộc, ông giữ chức Thủ tướng Phần Lan năm 1925. Ông còn là Thị trưởng Helsinki giữa năm 1931–1944 và hiệu trưởng Đại học Helsinki năm 1926–1930.